# Butler Derrick

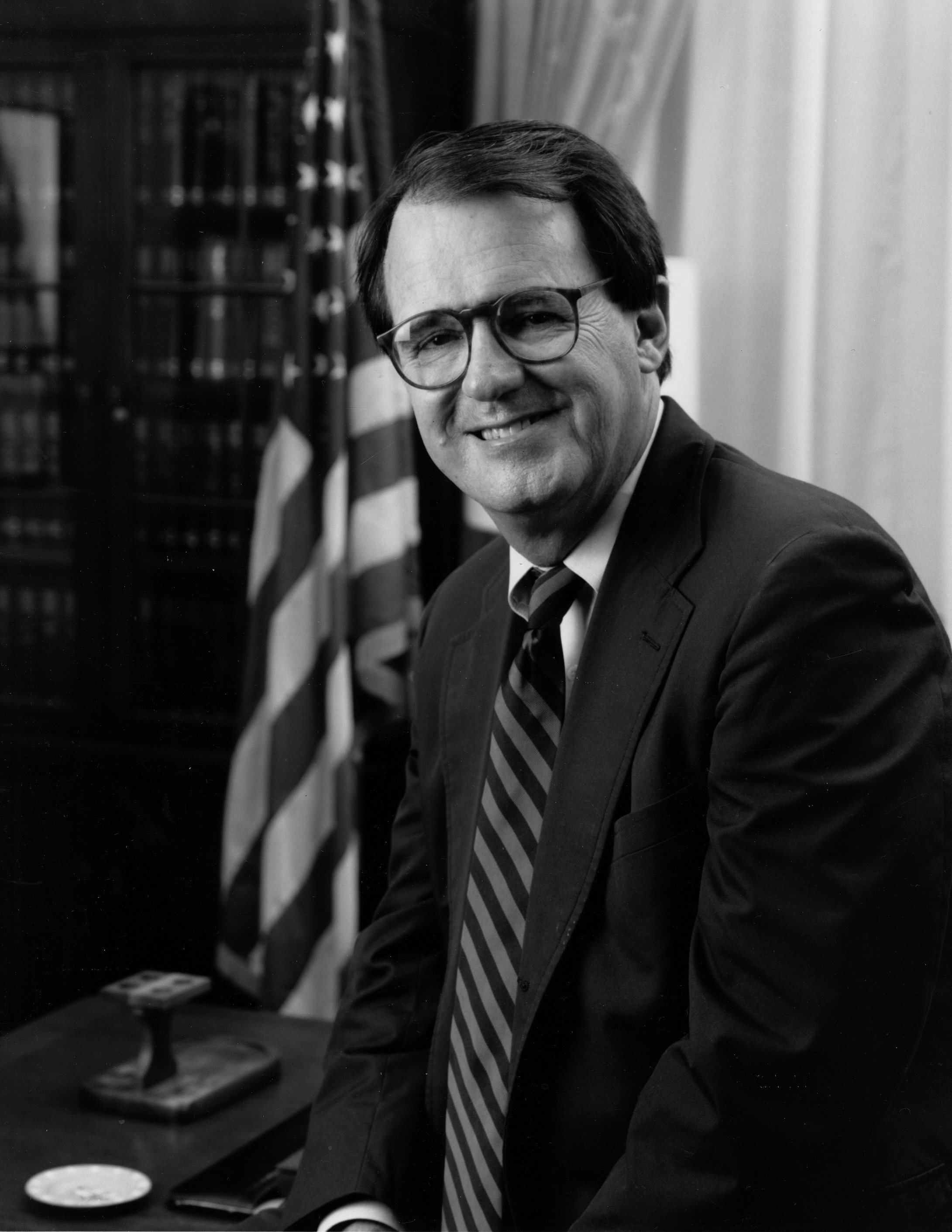
Butler Derrick (1990er Jahre)

Butler Carson Derrick (* 30. September 1936 in Springfield, Massachusetts; † 5. Mai 2014 in Easley, South Carolina) war ein US-amerikanischer Politiker der Demokratischen Partei. Zwischen 1975 und 1995 vertrat er den Bundesstaat South Carolina im US-Repräsentantenhaus.

## Werdegang
Butler Derrick besuchte die öffentlichen Schulen in Mayesville und Florence in South Carolina. Zwischen 1954 und 1958 studierte er an der University of South Carolina in Columbia. Nach einem anschließenden Jurastudium an der University of Georgia und seiner im Jahr 1965 erfolgten Zulassung als Rechtsanwalt begann er, in Edgefield in seinem neuen Beruf zu praktizieren.
Politisch schloss sich Derrick der Demokratischen Partei an. Zwischen 1969 und 1974 saß er als Abgeordneter im Repräsentantenhaus von South Carolina. In den Jahren 1972 und 1974 war er Delegierter auf den regionalen Parteitagen der Demokraten in South Carolina. 1976 übte er die gleiche Funktion auf der Democratic National Convention in New York aus, auf der Jimmy Carter als Präsidentschaftskandidat nominiert wurde.
Bei den Kongresswahlen des Jahres 1974 wurde er im dritten Wahlbezirk von South Carolina in das US-Repräsentantenhaus in Washington, D.C. gewählt, wo er am 3. Januar 1975 die Nachfolge von William Jennings Bryan Dorn antrat. Nach neun Wiederwahlen konnte er bis zum 3. Januar 1995 zehn zusammenhängende Legislaturperioden im Kongress absolvieren. In dieser Zeit wurde unter anderem im Jahr 1992 der 27. Verfassungszusatz verabschiedet. 1994 verzichtete Derrick auf eine erneute Kandidatur. Zuletzt war er Partner einer großen Anwaltskanzlei in der Bundeshauptstadt Washington.